# Élections générales maltaises de 2017
Les élections générales maltaises de 2017 (en maltais : Elezzjonijiet Ġenerali 2017, en anglais : Maltese general election, 2017), initialement prévues pour 2018, sont des élections anticipées qui se tiennent le 3 juin 2017 afin d'élire les 65 membres de la Chambre des représentants, unique chambre du parlement maltais, pour une législature de cinq ans. Le Parti travailliste conserve sa majorité absolue à la chambre. Son dirigeant Joseph Muscat reste Premier Ministre.

## Contexte
Le 9 mars 2013, le Parti travailliste (PL) de Joseph Muscat remporte les élections générales après 15 ans dans l'opposition. Il totalise alors 54,8 % des suffrages exprimés et 39 représentants sur 69. Le PN du Premier ministre Lawrence Gonzi est défait avec 43,3 % des voix et 30 élus. C'est la plus large victoire pour une formation politique depuis l'indépendance, en 1964.
En conséquence de cette défaite, Gonzi, au pouvoir depuis 2004, renonce à diriger le PN. Il est remplacé en mai 2013 par Simon Busuttil, qui l'emporte sur trois autres candidats.
Les élections européennes du 25 mai 2014 confirment cette nouvelle répartition des forces politiques, les travaillistes l'emportant avec 54,7 % des voix contre 40 % aux nationalistes.
Sur fond des Malta Files et après la révélation des Panama Papers ayant mis en cause personnellement Joseph Muscat au travers de son épouse et déclenché un scandale politico-financier, le Premier ministre convoque le 1er mai des élections générales anticipées.

## Système électoral
La Chambre des représentants est le parlement monocaméral de Malte. Composée d'un minimum de 65 sièges, ses membres sont élus pour un mandat de cinq ans au vote unique transférable dans treize circonscriptions de cinq sièges chacune. Des députés supplémentaires peuvent néanmoins être attribués afin de faire correspondre la part des sièges des partis à celles des suffrages des électeurs, tout en conservant un total impair. La législature sortante, élue en 2013, comporte ainsi 69 députés.
Malgré son mode de scrutin proportionnel, la vie politique maltaise est marquée par un très fort bipartisme entre le Parti nationaliste et le Parti travailliste. De fait, aucun autre parti n'a obtenu un siège à la Chambre des députés depuis 1962. Outre une culture politique bipartisane solidement ancrée dans la population, le mode de scrutin est également soumis à un amendement constitutionnel imposant l'obtention d'un nombre de sièges suffisant pour gouverner seul au parti ayant réuni le plus de votes de « premier choix » lors du scrutin si seuls deux partis remportent des sièges. Cette règle, qui tend les électeurs à s'orienter vers un vote utile, date des élections générales maltaises de 1981, qui virent le Parti nationaliste arriver en tête en nombre de voix mais perdre en nombre de sièges, provoquant une crise politique dans le pays.
Lors de ces élections, néanmoins, les électeurs ont pour la première fois depuis cette même date le choix entre six partis distincts. Ce nombre se réduit cependant à cinq au cours de la campagne, le Parti nationaliste formant une coalition, Force nationale, avec le Parti démocratique.

## Campagne électorale

### Forces politiques
| Force politique | Force politique                                          | Idéologie                                           | Chef de file                     | Résultats en 2013         |
| --------------- | -------------------------------------------------------- | --------------------------------------------------- | -------------------------------- | ------------------------- |
|                 | Parti travailliste Partit Laburista                      | Centre gauche Social-démocratie                     | Joseph Muscat (Premier ministre) | 54,8 % des voix 39 sièges |
|                 | Force nationale Forza Nazzjonali                         | Centre Démocratie chrétienne, social-démocratie     | Simon Busuttil                   | 43,3 % des voix 30 sièges |
|                 | Alternative démocratique Alternattiva Demokratica        | Centre gauche Politique écologique                  | Arnold Cassola                   | 1,8 % des voix 0 sièges   |
|                 | Mouvement patriotique maltais Moviment Patrijotti Maltin | Extrême droite Nationalisme, Euroscepticisme        | Henry Battistino                 | Inexistant                |
|                 | Alliance pour le changement Alleanza Bidla               | Centre droit Démocratie chrétienne, Euroscepticisme | Ivan Grech Mintoff               | Inexistant                |

### Sondages
| Date                 | Institut                                              | PL                                                    | PN                                                    | AD                                                    | PD                                                    | Autres                                                | Avance                                                |
| -------------------- | ----------------------------------------------------- | ----------------------------------------------------- | ----------------------------------------------------- | ----------------------------------------------------- | ----------------------------------------------------- | ----------------------------------------------------- | ----------------------------------------------------- |
| Date                 | Institut                                              |                                                       |                                                       |                                                       |                                                       |                                                       | Avance                                                |
| 28 mai 2017          | MaltaToday                                            | 52,2 %                                                | 46,9 %                                                | 0,9 %                                                 | avec PN                                               | 0 %                                                   | 5,3 %                                                 |
| 21 mai 2017          | MaltaToday                                            | 51,9 %                                                | 47,3 %                                                | 0,8 %                                                 | avec PN                                               | 0 %                                                   | 4,6 %                                                 |
| 21 mai 2017          | Malta Independent                                     | 56,2 %                                                | 42,7 %                                                | 0,4 %                                                 | avec PN                                               | 0,5 %                                                 | 13,4 %                                                |
| 14 mai 2017          | MaltaToday                                            | 52 %                                                  | 47 %                                                  | 0,6 %                                                 | avec PN                                               | 0,4 %                                                 | 5 %                                                   |
| 14 mai 2017          | Malta Independent                                     | 52,9 %                                                | 43,9 %                                                | 2,4 %                                                 | avec PN                                               | 0,8 %                                                 | 9 %                                                   |
| 12 mai 2017          | Xarabank                                              | 50,6 %                                                | 48 %                                                  | 1,4 %                                                 | avec PN                                               | 0 %                                                   | 2,6 %                                                 |
| 7 mai 2017           | MaltaToday                                            | 51,9 %                                                | 47,5 %                                                | 0,4 %                                                 | avec PN                                               | 0,2 %                                                 | 4,4 %                                                 |
| 7 mai 2017           | Malta Independent                                     | 53,1 %                                                | 46 %                                                  | 0,6 %                                                 | avec PN                                               | 0,4 %                                                 | 7,1 %                                                 |
| 1er mai 2017         | Le Premier ministre annonce les élections anticipées. | Le Premier ministre annonce les élections anticipées. | Le Premier ministre annonce les élections anticipées. | Le Premier ministre annonce les élections anticipées. | Le Premier ministre annonce les élections anticipées. | Le Premier ministre annonce les élections anticipées. | Le Premier ministre annonce les élections anticipées. |
| 30 avril 2017        | MaltaToday                                            | 51 %                                                  | 46 %                                                  | 1,1 %                                                 | 1,1 %                                                 | 0,7 %                                                 | 5 %                                                   |
| mars 2017            | MaltaToday                                            | 51 %                                                  | 45,1 %                                                | 1,6 %                                                 | 1,2 %                                                 | 1,2 %                                                 | 5,9 %                                                 |
| novembre 2016        | MaltaToday                                            | 49,2 %                                                | 43,9 %                                                | 3,2 %                                                 | 2 %                                                   | 1,5 %                                                 | 5,3 %                                                 |
| septembre 2016       | MaltaToday                                            | 48,7 %                                                | 44,5 %                                                | 3,3 %                                                 | 2,3 %                                                 | 1,2 %                                                 | 4,2 %                                                 |
| mai 2016             | MaltaToday                                            | 47,7 %                                                | 46 %                                                  | 3,4 %                                                 | 2,3 %                                                 | 0,6 %                                                 | 1,7 %                                                 |
| 24 avril 2016        | Malta Independent                                     | 47 %                                                  | 42,2 %                                                | 4 %                                                   | 6 %                                                   | 1 %                                                   | 4,8 %                                                 |
| 7-10 mars 2016       | MaltaToday                                            | 49,7 %                                                | 48,4 %                                                | 1,9 %                                                 |                                                       | 0 %                                                   | 1,3 %                                                 |
| 17 janvier 2016      | MaltaToday                                            | 51,4 %                                                | 47 %                                                  | 1,5 %                                                 |                                                       | 0 %                                                   | 4,4 %                                                 |
| 4 octobre 2015       | MaltaToday                                            | 51,9 %                                                | 45,3 %                                                | 2,7 %                                                 |                                                       | 0,1 %                                                 | 6,6 %                                                 |
| juin 2015            | MaltaToday                                            | 52,6 %                                                | 44 %                                                  | 2,9 %                                                 |                                                       | 0,5 %                                                 | 8,6 %                                                 |
| mars 2015            | MaltaToday                                            | 54,7 %                                                | 41,9 %                                                | 3,4 %                                                 |                                                       | 0 %                                                   | 12,8 %                                                |
| janvier 2015         | MaltaToday                                            | 56,1 %                                                | 40,5 %                                                | 3,1 %                                                 |                                                       | 0,4 %                                                 | 14,8 %                                                |
| 6-28 août 2014       | Malta-Surveys                                         | 46,9 %                                                | 47,2 %                                                | 4,8 %                                                 |                                                       | 1,1 %                                                 | 0,3 %                                                 |
| 21-27 juillet 2014   | Malta-Surveys                                         | 48 %                                                  | 46,8 %                                                | 4,3 %                                                 |                                                       | 0,9 %                                                 | 1,2 %                                                 |
| 23-29 juin 2014      | Malta-Surveys                                         | 47,1 %                                                | 47,1 %                                                | 4,9 %                                                 |                                                       | 0,9 %                                                 | égalité                                               |
| 21-31 mai 2014       | Malta-Surveys                                         | 46,9 %                                                | 47,2 %                                                | 5 %                                                   |                                                       | 0,9 %                                                 | 0,3 %                                                 |
| 25 mai 2014          | Élections européennes                                 | 53,4 %                                                | 40 %                                                  | 2,9 %                                                 |                                                       | 3,6 %                                                 | 13,3 %                                                |
| 19-30 avril 2014     | Malta-Surveys                                         | 47,9 %                                                | 46,9 %                                                | 4,2 %                                                 |                                                       | 1 %                                                   | 1 %                                                   |
| 15-31 mars 2014      | Malta-Surveys                                         | 45,8 %                                                | 49,8 %                                                | 3,4 %                                                 |                                                       | 1 %                                                   | 4 %                                                   |
| 12-28 février 2014   | Malta-Surveys                                         | 46,1 %                                                | 49 %                                                  | 3,8 %                                                 |                                                       | 1,1 %                                                 | 2,9 %                                                 |
| 27-31 janvier 2014   | Malta-Surveys                                         | 47,1 %                                                | 48,4 %                                                | 3,6 %                                                 |                                                       | 0,9 %                                                 | 1,3 %                                                 |
| 21-31 décembre 2013  | Malta-Surveys                                         | 47 %                                                  | 49 %                                                  | 3 %                                                   |                                                       | 1 %                                                   | 2 %                                                   |
| 26-30 novembre 2013  | Malta-Surveys                                         | 47,9 %                                                | 48 %                                                  | 3,2 %                                                 |                                                       | 0,9 %                                                 | 0,1 %                                                 |
| 26-30 octobre 2013   | Malta-Surveys                                         | 47,4 %                                                | 47,9 %                                                | 3,1 %                                                 |                                                       | 1,6 %                                                 | 0,5 %                                                 |
| 25-30 septembre 2013 | Malta-Surveys                                         | 49,4 %                                                | 44,3 %                                                | 5,1 %                                                 |                                                       | 1,3 %                                                 | 5,1 %                                                 |
| 31 août 2013         | Malta-Surveys                                         | 50 %                                                  | 46 %                                                  | 3 %                                                   |                                                       | 1 %                                                   | 4 %                                                   |
| 31 juillet 2013      | Malta-Surveys                                         | 50 %                                                  | 47 %                                                  | 3 %                                                   |                                                       | 0 %                                                   | 3 %                                                   |
| 29 juin 2013         | Malta-Surveys                                         | 50 %                                                  | 47 %                                                  | 2 %                                                   |                                                       | 1 %                                                   | 3 %                                                   |
| 31 mai 2013          | Malta-Surveys                                         | 51 %                                                  | 47 %                                                  | 2 %                                                   |                                                       | 0 %                                                   | 4 %                                                   |
| 30 avril 2013        | Malta-Surveys                                         | 52 %                                                  | 46 %                                                  | 2 %                                                   |                                                       | 0 %                                                   | 6 %                                                   |
| 9 mars 2013          | Résultats en 2013                                     | 54,8 %                                                | 43,3 %                                                | 1,8 %                                                 |                                                       | 0,3 %                                                 | 11,5 %                                                |

## Résultats
|                           |                                     |                                     |         |       |      |               |               |
| Partis                    | Partis                              | Partis                              | Voix    | %     | +/-  | Sièges        | +/-           |
|                           | Parti travailliste (PL)             | Parti travailliste (PL)             | 170 976 | 55,04 | 0,21 | 37            | 2             |
|                           |                                     | Parti nationaliste (PN)             | 130 850 | 42,12 | 1,22 | 28            | 2             |
|                           | Parti démocratique (PD)             | 4 846                               | 1,56    | Nv    | 2    | 2             |               |
| Total Force nationale     | Total Force nationale               | 135 696                             | 43,68   | Nv    | 30   | en stagnation |               |
|                           | Alternative démocratique (AD)       | Alternative démocratique (AD)       | 2 564   | 0,83  | 0,97 | 0             | en stagnation |
|                           | Mouvement patriotique maltais (MPM) | Mouvement patriotique maltais (MPM) | 1 117   | 0,36  | Nv   | 0             | en stagnation |
|                           | Alliance pour le changement (AB)    | Alliance pour le changement (AB)    | 221     | 0,07  | Nv   | 0             | en stagnation |
|                           | Indépendants                        | Indépendants                        | 91      | 0,03  | -    | 0             | en stagnation |
|                           |                                     |                                     |         |       |      |               |               |
| Suffrages exprimés        | Suffrages exprimés                  | Suffrages exprimés                  | 310 675 | 98,72 |      |               |               |
| Votes blancs et invalides | Votes blancs et invalides           | Votes blancs et invalides           | 4 031   | 1,28  |      |               |               |
| Total                     | Total                               | Total                               | 314 696 | 100   | -    | 67            | 2             |
| Abstentions               | Abstentions                         | Abstentions                         | 27 160  | 7,94  |      |               |               |
| Inscrits / participation  | Inscrits / participation            | Inscrits / participation            | 341 856 | 92,06 |      |               |               |

| Majorité des sièges |       |
| ↓                   |       |
| 37                  | 30    |
| PL                  | PN-PD |

## Analyse

Répartition des sièges par district.

Malgré les accusations de corruption envers le Premier ministre, la population renouvelle sa confiance envers le gouvernement, dans ce qui est perçu comme un vote d'approbation des bons résultats de sa politique économique,

## Conséquences
Le 5 juin, deux jours après la tenue du scrutin, Joseph Muscat est assermenté le matin pour un deuxième mandat de Premier ministre par la présidente de la République Marie-Louise Coleiro Preca. Quelques heures plus tard, Simon Busuttil démissionne de la direction du Parti nationaliste, imité par l'ensemble du comité exécutif.
Comme il l'avait annoncé au cours de la campagne, Joseph Muscat propose comme premier texte de loi de l'assemblée nouvellement élue une légalisation du mariage homosexuel. La loi est votée le 12 juillet à la quasi-unanimité, avec 66 voix pour sur 67, un seul élu de l'opposition Force nationale ayant voté contre « par conscience, et malgré son respect de la séparation de l'Église et de l'État ». La loi entre en vigueur le 1er septembre 2017, et le mariage homosexuel ainsi que l'adoption d'enfants pour les couples de même sexe sont ainsi autorisés, faisant de Malte le 25e pays dans le monde et le 15e en Europe à légiférer en ce sens.